# Sidney Sheldon
Pour les articles homonymes, voir Sheldon.
Sidney Sheldon, né Sidney Schechtel le 11 février 1917 à Chicago dans l'Illinois aux États-Unis et mort le 30 janvier 2007 en Californie, est un romancier, dramaturge, scénariste, producteur, réalisateur et acteur américain.

## Biographie
Ses parents, juifs d'origine ukrainienne, sont Ascher “Otto” Schechtel (1894-1967), gérant d'un magasin de bijoux, et Natalie Marcus. Pendant la Grande Dépression, Sidney occupe un grand nombre de petits emplois. Il entre à l'université Northwestern où il écrit de courtes pièces pour des groupes estudiantins de théâtre.
En 1937, il s'installe à Hollywood. Il est d'abord simple réviseur et collaborateur à des scripts de films de série B avant de signer des scénarios de comédies. En parallèle, il est le librettiste de trois comédies musicales montées sur Broadway. En 1947, le scénario du film d'Irving Reis intitulé Deux sœurs vivaient en paix (The Bachelor and the Bobby-Soxer), avec Cary Grant, Myrna Loy et Shirley Temple lui vaut l'Oscar du meilleur scénario original. Sur Broadway, la comédie musicale Redhead, qu'il écrit en collaboration avec Herbert Fields et Dorothy Fields, remporte le Tony Award de la meilleure comédie musicale 1959.
Dans les années 1960, il se tourne vers la télévision. À la demande des gérants de la comédienne Patty Duke, il crée avec William Asher la série télévisée américaine The Patty Duke Show, pour laquelle il signe près de la moitié des cent cinq épisodes. En 1965, il crée et produit la série télévisée Jinny de mes rêves, avec Barbara Eden et Larry Hagman, dont il écrit une cinquantaine d'épisodes.
Dans les années 1970, après l'échec de la série télévisée Nancy, il se lance dans le roman policier. La Face de l'ombre (The Naked Face), son premier titre, où un psychiatre doit démasquer l'assassin de plusieurs de ses clients et de sa secrétaire, est un habile suspense où se devine le métier de scénariste de l'auteur. En 1973, il mêle romance et suspense dans De l'autre côté de minuit (The Other Side of Midnight), qui devient un best-seller et est adapté sous le même titre en 1977 par Charles Jarrott, avec Marie-France Pisier, John Beck et Susan Sarandon.
Sidney Sheldon est mort d'une pneumonie au centre médical Eisenhower de Rancho Mirage, en Californie.

## Filmographie

### Comme scénariste
- 1941 : South of Panama
- 1941 : Gambling Daughters
- 1941 : Dangerous Lady (en) de Bernard B. Ray
- 1941 : Mr. District Attorney in the Carter Case
- 1942 : Le meurtrier s'est échappé (Fly-by-Night) de Robert Siodmak
- 1942 : She's in the Army
- 1947 : Deux sœurs vivaient en paix (The Bachelor and the Bobby-Soxer)
- 1948 : Parade de printemps (Easter Parade)
- 1949 : Entrons dans la danse (The Barkleys of Broadway) de Charles Walters
- 1950 : Voyage à Rio (Nancy Goes to Rio)
- 1950 : Annie, la reine du cirque (Annie Get Your Gun)
- 1951 : Riche, jeune et jolie (Rich, Yound and Pretty) de Norman Taurog
- 1951 : Vénus en uniforme (Three Guys Named Mike)
- 1951 : Discrétion assurée (No Questions Asked) d'Harold F. Kress
- 1952 : Une fois n'engage à rien (Just This Once)
- 1953 : Drôle de meurtre (Remains to Be Seen)
- 1953 : La Femme rêvée (Dream Wife)
- 1955 : Un pitre au pensionnat (You're Never Too Young)
- 1956 : Millionnaire de mon cœur (The Birds and the Bees)
- 1956 : Quadrille d'amour (Anything Goes) de Robert Lewis
- 1956 : Pardners
- 1957 : L'homme qui n'a jamais ri (The Buster Keaton Story)
- 1961 : Il a suffi d'une nuit (All in a Night's Work) de Joseph Anthony
- 1962 : La Plus Belle Fille du monde ou Jumbo, la sensation du cirque (Billy Rose's Jumbo)
- 1965 : Jinny de mes rêves (I Dream of Jeannie) (série télévisée) : 57 épisodes
- 1979 : Pour l'amour du risque (Hart to Hart) (téléfilm)
- 1986 : Si c'était demain (If Tomorrow Comes) (feuilleton télévisé en trois parties) d’après son roman homonyme
- 1991 : Mémoire de minuit (Memories of Midnight) (téléfilm)

### Comme producteur
- 1957 : L'Homme qui n'a jamais ri (The Buster Keaton Story)
- 1965 : Jinny de mes rêves (I Dream of Jeannie) (série télévisée)
- 1970 : Nancy (série télévisée)
- 1983 : Rage of Angels (TV)
- 1986 : Rage of Angels: The Story Continues (TV)
- 1991 : Mémoire de minuit (Memories of Midnight) (TV)
- 1992 : Les Routes de la liberté (The Sands of Time) (TV)

### Comme réalisateur
- 1953 : La Femme rêvée (Dream Wife)
- 1957 : L'Homme qui n'a jamais ri (The Buster Keaton Story)
- 1974 : Buster and Billie

### Comme acteur
- 1991 : Mémoire de minuit (Memories of Midnight) (TV) : Passer-by - Venice

## Œuvre

### Romans
- The Naked Face (1970) Publié en français sous le titre Le Feu dans l'ombre, Paris, Gallimard, Série noire no 1439, 1971
- The Other Side of Midnight (1973) Publié en français sous le titre De l'autre côté de minuit, Paris, Presses de la Cité, 1974 ; réédition, Presses-Pocket no 1550, 1977
- A Stranger in the Mirror (1976) Publié en français sous le titre Toby, Paris, Alta, 1977 ; réédition, Presses-Pocket no 1587, 1978
- Bloodline (1977) Publié en français sous le titre Les Affaires de famille, Paris, Laffont, 1979 ; réédition sous le titre Liés par le sang, Presses-Pocket no 1884, 1980
- Rage of Angels (1980) Publié en français sous le titre Jennifer ou la Fureur des anges, Paris, Denoël, 1980 ; réédition, Paris, Galliamard, Folio no 1387, 1982
- Master of the Game (1982) Publié en français sous le titre Maîtresse du jeu, Paris, Denoël, 1983 ; réédition, Paris, Galliamard, Folio no 1959, 1988
- If Tomorrow Comes (1985) Publié en français sous le titre Si c'était demain, Paris, Stock, 1987 ; réédition, Paris, Le Livre de poche no 6605, 1989
- Windmills of the Gods (1987) Publié en français sous le titre Un ange à Bucarest, Paris, Stock, 1988
- The Sands of Time (1988) Publié en français sous le titre Les Sables du temps, Paris, Presses de la Cité, 1990 ; réédition, Presses-Pocket no 3648, 1991
- Memories of Midnight (1990) Publié en français sous le titre Quand reviendra le jour, Paris, Presses de la Cité, 1991 ; réédition, Presses-Pocket no 4623, 1992
- The Doomsday Conspiracy (1991) Publié en français sous le titre Opération jugement dernier, Paris, Presses de la Cité, 1992
- The Stars Shine Down (1992) Publié en français sous le titre Le Feu des étoiles, Paris, Presses de la Cité, 1993
- Nothing Lasts Forever (1994) Publié en français sous le titre Rien n'est éternel, Paris, Grasset, 1995 ; réédition, Paris, Le Livre de poche no 14152, 1997
- Morning, Noon and Night (1995) Publié en français sous le titre Matin, midi et soir, Paris, Grasset, 1996 ; réédition, Paris, Le Livre de poche no 14544, 1998
- The Best Laid Plans (1997) Publié en français sous le titre Un plan infaillible, Paris, Grasset, 1998 ; réédition, Paris, Le Livre de poche no 17166, 2001
- Tell Me Your Dreams (1998) Publié en français sous le titre Racontez-moi vos rêves, Paris, Grasset, 2000; réédition, Paris, Le Livre de poche no 17233, 2002
- The Sky Is Falling (2001) Publié en français sous le titre Crimes en direct, Paris, Grasset, 2001 ; réédition, Paris, Le Livre de poche no 37025, 2004
- Are You Afraid of the Dark? (2004) Publié en français sous le titre Avez-vous peur du noir ?, Paris, Grasset, 2007

### Autobiographie
- The Other Side of Me (2004) Publié en français sous le titre Ma part de nuit, Paris, Grasset, 2007

### Théâtre

#### Comédie musicale
- The Merry Widow (1943)
- Jackpot (1944)
- Dream with Music (1944)
- Redhead (1959) Tony Award de la meilleure comédie musicale

#### Comédie
- Alice in Arms (1945)
- Roman Candle (1960)
- Gomes (1973)

## Prix et distinctions notables
- Oscar du meilleur scénario original en 1948 pour le scénario du film Deux sœurs vivaient en paix (The Bachelor and the Bobby-Soxer).
- Tony Award de la meilleure comédie musicale en 1959 pour Redhead (avec Herbert Fields et Dorothy Fields).

## Sources
- Claude Mesplède, Dictionnaire des littératures policières, vol. 2 : J - Z, Nantes, Joseph K, coll. « Temps noir », 2007, 1086 p. (ISBN 978-2-910-68645-1, OCLC 315873361), p. 766.
- Claude Mesplède  et Jean-Jacques Schleret (Éd. rév. de: SN, voyage au bout de la Noire), Les auteurs de la Série noire, 1945-1995, Nantes, Joseph K, coll. « Temps noir », 1996, 627 p. (ISBN 978-2-910-68611-6, OCLC 300207570), p. 420.